# Nati nel 1558
| Questa pagina contiene informazioni ricavate automaticamente dalle voci biografiche con l'ausilio del template Bio e di un bot. L'aggiornamento è periodico e automatico e ricostruisce completamente la pagina. Se manca una persona in questa lista, sei pregato di non aggiungerla, ma accertati piuttosto che la sua voce biografica contenga il template Bio e che i dati anagrafici siano correttamente compilati. Se il template Bio manca, inseriscilo tu stesso o, in alternativa, metti l'avviso {{tmp\|Bio}} che ne segnala la mancanza. Se i dati riportati sono sbagliati, correggi direttamente la voce biografica; le modifiche saranno visibili in questa lista entro pochi giorni. Per chiarimenti vedi il progetto biografie. La lista contiene solo le 73 persone che sono citate nell'enciclopedia e per le quali è stato implementato correttamente il template Bio. Pagina aggiornata al 10 ago 2025. |

## Gennaio(4)
- 1º gennaio - Giovanni Battista Tinti, pittore italiano († 1604)
- 16 gennaio - Lavinia Feltria della Rovere, nobile italiana († 1632)
- 29 gennaio - Alvise Corner, vescovo cattolico italiano († 1594)
- 29 gennaio - Paul Hentzner, avvocato tedesco († 1623)

## Febbraio(1)
- 5 febbraio - Heinrich Schickhardt, architetto, gesuita e ingegnere tedesco († 1635)

## Marzo(2)
- 7 marzo - Giovanni VII di Meclemburgo-Schwerin, duca tedesco († 1592)
- 10 marzo - Giovanni Maria Moricino, medico e scrittore italiano († 1628)

## Giugno(3)
- 5 giugno - Chen Jiru, pittore, scrittore e calligrafo cinese († 1639)
- 15 giugno - Andrea d'Austria, vescovo cattolico, cardinale e abate austriaco († 1600)
- 20 giugno - Mark Welser, banchiere, politico e astronomo tedesco († 1614)

## Luglio(1)
- 5 luglio - Giovanni Francesco Mocenigo, politico italiano († 1607)

## Agosto(4)
- 2 agosto - Herman van den Bergh, militare olandese († 1611)
- 8 agosto - George Clifford, III conte di Cumberland, politico e corsaro inglese († 1605)
- 19 agosto - Francesco di Borbone-Conti, condottiero francese († 1614)
- 24 agosto - Ishikawa Goemon, militare giapponese († 1594)

## Settembre(2)
- 9 settembre - Filippo Emanuele di Lorena, duca francese († 1602)
- 9 settembre - Maddalena di Waldeck, nobile tedesca († 1599)

## Ottobre(6)
- 12 ottobre - Massimiliano III d'Austria, nobile austriaco († 1618)
- 19 ottobre - Giovanni Alberti, pittore italiano († 1601)
- 22 ottobre - William Perkins, predicatore e teologo inglese († 1602)
- 25 ottobre - Ottavio Bandini, cardinale e arcivescovo cattolico italiano († 1629)
- 25 ottobre - Eva Cristina di Württemberg-Mömpelgard, nobile tedesca († 1575)
- 30 ottobre - Jacques Nompar de Caumont, militare francese († 1652)

## Dicembre(2)
- 8 dicembre - François de La Rochefoucauld, cardinale e vescovo cattolico francese († 1645)
- 10 dicembre - Vittoria Colonna de Cabrera, nobile italiana († 1633)

## Senza giorno specificato(48)
- Blasius Ammon, compositore e francescano austriaco († 1590)
- Alessandro Appiano, nobile italiano († 1589)
- Anthony Bacon, politico, diplomatico e agente segreto inglese († 1601)
- Giovanni Bassano, compositore italiano († 1617)
- Bessho Nagaharu, militare giapponese († 1580)
- Oreste Biringucci Vannocci, architetto italiano († 1585)
- Giuseppe Carnevale, giurista e storico italiano
- Michelangelo Cinganelli, pittore italiano († 1635)
- Clemente da Noto, religioso e presbitero italiano († 1631)
- Appio Conti, generale italiano († 1593)
- Belisario Corenzio, pittore greco
- Baldassare Croce, pittore italiano († 1628)
- Pierre Dugua de Mons, esploratore francese († 1628)
- Tamás Erdődy, generale e nobile croato († 1624)
- Fatma Sultan, principessa ottomana († 1580)
- Girolamo Frachetta, politico e letterato italiano († 1619)
- Fronton du Duc, gesuita, grecista e teologo francese († 1624)
- Nathaniel Giles, organista e compositore inglese
- Hendrick Goltzius, pittore e incisore olandese († 1617)
- Fulvio Gonzaga, condottiero e militare italiano († 1615)
- Lucrezio Gravisi, mercenario italiano († 1613)
- Robert Greene, drammaturgo britannico († 1592)
- Thomas Kyd, drammaturgo britannico († 1594)
- Ludovico II Lodron, nobile e condottiero italiano († 1604)
- Lodovico Melzi, generale italiano († 1617)
- Michele il Coraggioso, sovrano rumeno († 1601)
- Mori Nagayoshi, militare giapponese († 1584)
- Andrea Morosini, storico italiano († 1618)
- Nakajō Kageyasu, militare giapponese († 1582)
- Gasparo Narvesa, pittore italiano († 1639)
- Olivier van Noort, esploratore olandese († 1627)
- Oda Nobuo, militare giapponese († 1630)
- Oda Nobutaka, militare giapponese († 1583)
- Alfonso Piccolomini Todeschini, condottiero italiano († 1591)
- Deodato Gentile, vescovo cattolico italiano († 1616)
- Agostino Rubini, scultore italiano († 1594)
- Eleonora Sanvitale, poetessa italiana († 1582)
- Bonaventura Secusio, patriarca cattolico italiano († 1618)
- Costanza Sforza di Santa Fiora, nobildonna italiana († 1617)
- Thomas Smyth, mercante e politico inglese († 1642)
- Ferdinando Taverna, cardinale e vescovo cattolico italiano († 1619)
- Alessandro Tesauro, poeta, architetto e diplomatico italiano († 1621)
- Paolo Tolosa, arcivescovo cattolico italiano († 1618)
- Enrico Walpole, gesuita inglese († 1595)
- John Whitson, politico britannico († 1629)
- Abd el-Ouahed ben Messaoud, diplomatico e ambasciatore marocchino
- Jan de Wael, pittore fiammingo († 1633)
- Ōtomo Yoshimune, militare giapponese († 1605)